# Château Blanc (Blegny)
Pour les articles homonymes, voir Château Blanc.
Le château Blanc est un château situé dans le hameau de Loneux du village de Mortier, faisant partie de la commune belge de Blegny, situé rue du Château Blanc .

## Description
Le logis actuel, datant du XIXe siècle, est entouré des bâtiments de la ferme castrale. Le château, qui est en fait une ferme, est construit en briques et non en blanc, comme son nom pourrait le suggérer.
On accède au château par un portail, flanqué à gauche et à droite de bâtiments agricoles et suivi, vers l'arrière, du château proprement dit. Les granges sont accessibles par des portes charretières. Ces dernières portent des clés de voûte avec les années 1764 et 1776 respectivement.